# 難得素
難得素（英語：Unobtainium，unobtainable與-ium的合併字），是虛構的物質，字面解釋為很難獲得或極度罕有的化學元素。
字源於1950年代後期，工程師對不尋常、昂貴或理論性元素或物料的描述。至1990年代，難得素一詞的使用已經甚為普遍，通常與航空航天工業有關。

## 大眾文化
難得素出現於科幻作品中，如《环形世界》《地心浩劫》《阿凡達》。

## 外部連結
- World Wide Words — Unobtanium （页面存档备份，存于）
- TV Tropes上《難得素》的資料頁面（英文）